# Administración Pública de la Ciudad de México

Escudo de la Ciudad de México

La Administración Pública de la Ciudad de México es el conjunto de órganos, dependencias, entidades y unidades administrativas que conforman el poder ejecutivo del Gobierno de la Ciudad de México, encargados de la gestión y ejecución de las políticas públicas, servicios y programas gubernamentales de la capital mexicana.
Este aparato gubernamental está encabezada por el jefe de Gobierno, quien es elegido por voto popular directo cada seis años. El jefe de Gobierno es auxiliado por un gabinete compuesto por Secretarías, que son responsables de distintas áreas de la administración pública, como la seguridad ciudadana, el desarrollo económico, la educación, la salud, el medio ambiente, entre otras. Además de las Secretarías, cuenta con diversos organismos descentralizados, desconcentrados y paraestatales, que tienen funciones específicas en ámbitos como el transporte público, la vivienda, el agua, la asistencia social, la cultura y el deporte.
Su estructura y funcionamiento se rigen por la Constitución Política de la Ciudad de México, así como por la Ley Orgánica del Poder Ejecutivo y de la Administración Pública de la Ciudad de México, y el Reglamento Interior del Poder Ejecutivo y de la Administración Pública de la Ciudad de México.

## Estructura
Según el artículo 33 de la Constitución Política de la Ciudad de México, la Administración Pública de la Ciudad de México se divide en dos ramas:
- Administración Pública Centralizada: Compuesta por la Jefatura de Gobierno, las Secretarías, que son los órganos encargados de la formulación y ejecución de políticas en áreas específicas como seguridad, educación, salud, etc., la Consejería Jurídica y de Servicios Legales, que brinda asesoría y representación legal al gobierno, y los Órganos Desconcentrados.
- Administración Pública Paraestatal: Integrada por organismos descentralizados, empresas de participación estatal mayoritaria y fideicomisos públicos, que gozan de mayor autonomía en su gestión y operación.

La persona titular de la Jefatura de Gobierno es titular de la Administración Pública Centralizada y Paraestatal de la Ciudad de México.

### Administración Pública Centralizada

#### Jefatura de Gobierno
El Poder Ejecutivo de la Ciudad de México se confiere a una persona denominada Jefa o jefe de Gobierno, quien tiene a su cargo la Administración Pública de la entidad y las atribuciones que le señalan la Constitución Federal, la Constitución Local y las leyes y reglamentos vigentes. La jefa o jefe de Gobierno puede delegar sus atribuciones a las personas servidoras públicas subalternas mediante acuerdos que se publican en la Gaceta Oficial de la Ciudad de México y, en su caso, en el Diario Oficial de la Federación.

##### Gabinete de la Jefatura de Gobierno
El Gabinete de la Jefatura de Gobierno se integra por las y los titulares de las Dependencias, Órganos Desconcentrados y Entidades de la Administración Pública, subsecretarios, coordinadores generales, directores generales, u homólogos de la Administración Pública de la ciudad que determine su titular. Estos son designados y removidos libremente por la jefatura, excepto la Secretaría de la Contraloría General, cuyo nombramiento se rige por la Constitución y disposiciones aplicables.

##### Garantía de la paridad de género
La Constitución establece que la persona titular de la Jefatura de Gobierno debe garantizar la paridad de género en la conformación de su Gabinete. Esto se traduce en la promoción de la participación equitativa de mujeres y hombres en los cargos de la Administración Pública.

#### Dependencias de la Administración Pública Centralizada
La Administración Pública Centralizada se auxilia de las siguientes dependencias:
- Secretaría de Administración y Finanzas
- Secretaría de Cultura
- Secretaría de Desarrollo Económico
- Secretaría de Pueblos y Barrios Originarios y Comunidades Indígenas Residentes
- Secretaría de Desarrollo Urbano y Vivienda
- Secretaría de Educación, Ciencia, Tecnología e Innovación
- Secretaría de Gestión Integral de Riesgos y Protección Civil
- Secretaría de Gobierno
- Secretaría de Inclusión y Bienestar Social
- Secretaría de la Contraloría General
- Secretaría de las Mujeres
- Secretaría del Medio Ambiente
- Secretaría de Movilidad
- Secretaría de Obras y Servicios
- Secretaría de Salud
- Secretaría de Seguridad Ciudadana
- Secretaría de Trabajo y Fomento al Empleo
- Secretaría de Turismo
- Consejería Jurídica y de Servicios Legales

#### Órganos Desconcentrados
La persona titular de la Jefatura de Gobierno puede crear Órganos Desconcentrados mediante acuerdo publicado en la Gaceta Oficial de la Ciudad de México. Estos órganos están jerárquicamente subordinados a la Jefatura de Gobierno o a la Dependencia que aquella determine.

#### Estructura de las Dependencias
Al frente de cada Dependencia hay una persona titular, quien tiene competencia originaria para atender todos los asuntos a cargo de la Dependencia y de los Órganos Desconcentrados que le sean adscritos. La persona titular de la Dependencia se auxilia de las personas titulares de las subsecretarías, coordinaciones generales, direcciones generales, direcciones ejecutivas, direcciones de área, coordinaciones, subdirecciones, jefaturas de unidad departamental y demás personas servidoras públicas.

### Administración Pública Paraestatal
La Administración Pública Paraestatal se compone de las siguientes entidades:
- Organismos descentralizados: Son entidades con personalidad jurídica y patrimonio propio, creadas por Decreto de la persona titular de la Jefatura de Gobierno o por ley del Congreso Local.
- Empresas de participación estatal mayoritaria: Son sociedades de cualquier naturaleza en las que el Gobierno de la Ciudad, o una o más de sus entidades, aporten o sean propietarios de más del 50% del capital social, o les corresponda la facultad de nombrar a la mayoría de los miembros de los órganos de gobierno o su equivalente, o bien designar al presidente o director general, o cuando tengan facultades para vetar los acuerdos del órgano de gobierno.
- Fideicomisos públicos: Son contratos mediante los cuales la Administración Pública de la Ciudad, a través de la Secretaría de Administración y Finanzas en su carácter de fideicomitente, destina ciertos bienes a un fin licito determinado, encomendando la realización de ese fin a una institución fiduciaria, con el propósito de auxiliar al jefe de Gobierno o a las Alcaldías, en la realización de las funciones que legalmente le corresponden.